# Emmerich Ritter

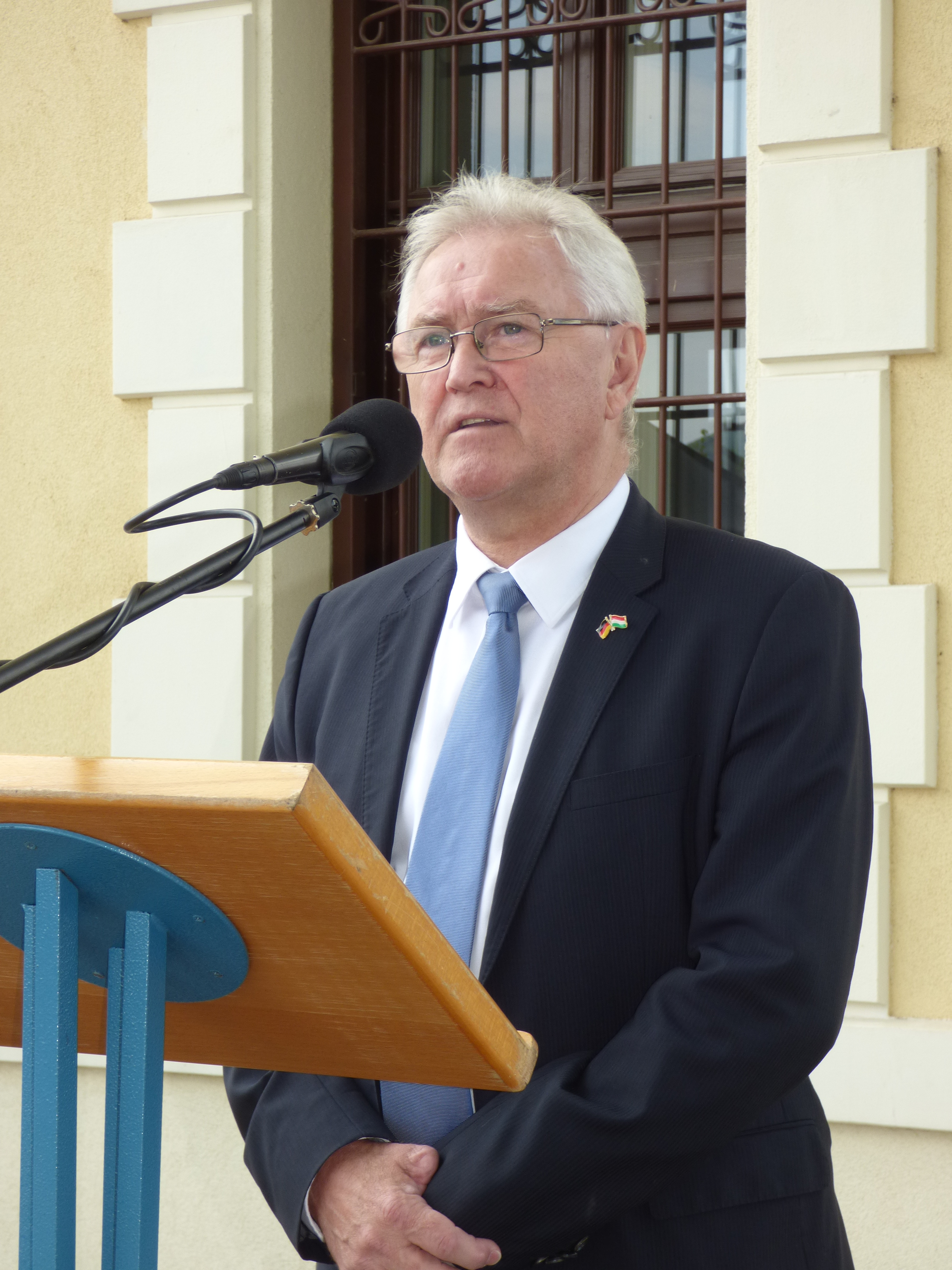
Emmerich Ritter, 2016

Emmerich Ritter, ungarisch Ritter Imre, (* 5. August 1952 in Budaörs) ist ein ungarndeutscher Politiker (LdU). Seit der Parlamentswahl in Ungarn 2014 ist er deren erster Sprecher im ungarischen Parlament. Bei der Parlamentswahl in Ungarn 2018 gewann er das erste Mandat im Parlament für seine Partei.
Er ist beruflich als Steuerberater und Wirtschaftsprüfer tätig.

## Biografie
Ritter wurde 1952 in Budaörs in der Komitat Pest in einer der deutschen Minderheit zugehörigen Familie geboren. Er besuchte ein Gymnasium in Budapest und studierte anschließend an der heutigen Corvinus-Universität Budapest Wirtschaftswissenschaften. Nach erfolgreichem Abschluss des Studiums 1976 arbeitete er bei der Budapester Verkehrsgesellschaft. 1982 schloss er ein weiteres Studium als Diplommathematiker an der Eötvös-Loránd-Universität ab. Seit 1990 ist er selbstständig als Wirtschaftsprüfer und Steuerberater.

### Karriere als Politiker
Seit dem Fall des Kommunismus 1990 engagiert sich Ritter als Interessenvertreter der deutschen Minderheit. 1994 wurde er Mitglied der ersten Minderheitenselbstverwaltung seiner Heimatstadt und kurz darauf zu deren Vorsitzendem gewählt. Seit 1998 wurde er mehrfach als Vorsitzender des Wirtschaftsausschusses der Landesselbstverwaltung der Ungarndeutschen durch Wahl bestätigt. Bei der Parlamentswahl in Ungarn 1998 kandidierte er ebenso erfolglos wie bei der Wahl zum Bürgermeister von Budaörs 2010.
Bei der Parlamentswahl in Ungarn 2014 kandidierte er auf der Liste der Landesselbstverwaltung der Ungarndeutschen auf dem zweiten Platz. Die Liste erzielte kein Mandat. Da der Listenerste Otto Heinek das Mandat als den für nationale Minderheiten in Ungarn vorgesehenen Platz als Sprecher im Parlament nicht antrat, wurde Emmerich Ritter der erste Vertreter der Ungarndeutschen in der Volksvertretung.
Bei der Parlamentswahl in Ungarn 2018 reichten die Stimmen der LdU für einen regulären Platz. Als Listenerster gehörte Ritter dem neuen Parlament an.
Auch bei der Parlamentswahl in Ungarn 2022 wurde Ritter als Listenerster der LdU ins Parlament gewählt. Er gilt als der nationalistischen Fidesz-Partei von Viktor Orbán nahestehend und war zeitweilig selbst für diese politisch aktiv.

## Privates
Ritter spricht fließend Ungarisch, Deutsch und Englisch.
Er ist verheiratet und fünffacher Vater. Seine Ehefrau arbeitet als Lehrerin.